# Yllenus coreanus
Yllenus coreanus är en spindelart som beskrevs av Prószynski 1968. Yllenus coreanus ingår i släktet Yllenus och familjen hoppspindlar. Inga underarter finns listade i Catalogue of Life.